# دافي كيرنز
دافي كيرنز (بالإنجليزية: Davie Cairns)‏ هو لاعب كرة قدم بريطاني في مركز ظهير ‏، ولد في 9 فبراير 1951 في سنت أندروز في المملكة المتحدة. لعب مع شروزبري تاون.